# Mariusz Totoszko
Mariusz Totoszko (ur. 23 kwietnia 1975 we Wschowie) – polski piosenkarz i aktor. W latach 2009–2014 wokalista zespołu Volver, od 2014 artysta solowy.

## Wczesne lata
Jest synem Emilii i Władysława Totoszków. Jego matka była bibliotekarką w Bibliotece Publicznej, a ojciec – pracownikiem Fabryki Maszyn „Ponar-Remo”. Dorastał z siostrą Moniką, absolwentką studiów chemicznych. Pochodzi ze Wschowy, gdzie ukończył Szkołę Podstawową nr 2 im. Bohaterów Westerplatte i Liceum Ekonomiczne im. Stanisława Staszica.
Jego talent muzyczny dostrzegła babka Irena. W drugiej klasie szkoły podstawowej podjął naukę w szkole muzycznej pierwszego stopnia w klasie fortepianu.
Ukończył wychowanie muzyczne na Wydziale Artystycznym Uniwersytetu Zielonogórskiego, gdzie uczył się emisji głosu, dyrygowania, śpiewu w chórze i gry na fortepianie. Zwyciężył w Ogólnopolskim Konkursie Piosenki Sakralnej w Częstochowie.

## Kariera
W młodości grał i śpiewał w kilku zespołach muzycznych, m.in. w Gostyniu był wokalistą rockowej grupy After Dark. Dorabiał także jako muzyk sesyjny. Pracował jako sprzedawca instrumentów w sklepie muzycznym w Lesznie. W 2003 zajął drugie miejsce w finale drugiej edycji programu Idol w Polsacie. Współpracował przy dubbingu. Brał udział w nagraniach piosenek do polskiej wersji językowej serialów: Fantaghiro (Fantaghirò, 2000) i Wojownicze Żółwie Ninja (Teenage Mutant Ninja Turtles, 2003) oraz filmów animowanych: Mój brat niedźwiedź (Brother Bear, 2003) i Barbie jako Księżniczka i Żebraczka (Barbie as the Princess and the Pauper, 2004) jako król Dominik.
W 2004 został aktorem Teatru Muzycznego „Roma” i wystąpił w musicalach: Grease, Miss Saigon, Koty (2004), Akademia pana Kleksa i Upiór w operze. W 2006 z utworem „4 zmysły” wziął udział w koncercie Piosenka dla Europy. 5 stycznia 2007 w Teatrze Komedia w Warszawie wystąpił w spektaklach gali piosenki Najlepsze z najlepszych/Best of the Best. W 2008 na scenie Opery na Zamku w Szczecinie w musicalu Rent zagrał postać Rogera Davisa, chłopaka Mimi Márquez.
W 2009 został wokalistą zespołu Volver, z którym wydał dwa albumy: 10 historii o miłości (2009; za jej wysoką sprzedaż uzyskał status złotej płyty) i Kocha, lubi, szanuje (2013), a także zdobył w 2012 główną nagrodę – Złoty Samowar – na Festiwalu Piosenki Rosyjskiej, na którym zaśpiewał utwór „Million ałych roz”. W 2014 grupa została rozwiązana.
8 marca 2012 ukazał się marcowo-kwietniowy numer „EksMagazynu”, w którym, wystylizowany na Don Juana De Marco, wziął udział w rozbieranej sesji zdjęciowej. Wiosną 2014 zajął trzecie miejsce w finale pierwszej edycji programu rozrywkowego Twoja twarz brzmi znajomo w Polsacie. W 2014 pojawił się w telenoweli Polsat Pierwsza miłość, gdzie zagrał postać Zdzisława Mamrockiego, oszusta posługującego się nazwiskami Ireneusz Rekin i Hieronim Drzazga, werbującego ludzi do pracy w Szwecji i Norwegii, z którym współpracował Filip Mazur. W 2015 rozpoczął karierę solową. Zapowiedzią płyty stał się utwór „Wieczorem”. W 2018 zadebiutował w roli Faceta w musicalu Once w Teatrze Muzycznym Roma.

## Życie prywatne
W 2005 w Kościele Bożego Ciała w Głogowie poślubił wokalistkę i aktorkę Martę Smuk, którą poznał podczas prac przy programie Idol w 2003. Mają córkę, Julię (ur. 2006). W 2007 rozwiódł się z żoną. W 2010 związał się z pisarką i byłą menedżerką zespołu Volver, Justyną Tomańską, z którą ma córkę, Zofię (ur. 2011).

## Dyskografia
- 2003: Brother Bear: Original Soundtrack („I Ty możesz zostać z nami”, „Wyruszać czas” i „Już nikt, już nic”), wyd. Walt Disney Records (21 października)